# Eriodictyon capitatum
Eriodictyon capitatum är en strävbladig växtart som beskrevs av Alice Eastwood. Eriodictyon capitatum ingår i släktet Eriodictyon och familjen strävbladiga växter. Inga underarter finns listade i Catalogue of Life.